# Памятник Калинину (Грозный)
Памятник Михаилу Калинину в Старопромысловском районе Грозного был установлен в 1955 году.

## История
Вскоре после XII съезда РКП(б) была создана партийная комиссия с целью ознакомления с жизнью образованных незадолго перед этим национальных автономий Северного Кавказа, в состав которой вошёл и М. И. Калинин. 16 мая 1923 года комиссия во главе с К. Е. Ворошиловым и М. И. Калининым прибыла в Грозный. В тот же день состоялся митинг, на котором всесоюзный староста выступил перед рабочими. Калинин был торжественно принят в число грозненских рабочих. Высокие гости также побывали в Урус-Мартане, Петропавловской, Горячеводске, где главврач Горячеводского курорта вручил для передачи В. И. Ленину курортную карту в надежде, что он приедет на лечение, и ряде других населённых пунктов Чеченской автономной области.
В середине 1950-х годов было принято решение установить памятник Калинину на месте проведения митинга. Памятник выполнен в полный рост. Всероссийский староста опирается левой рукой на колонну. Высота скульптуры 2,3 м, постамента — 2,5 м. Постамент цилиндрический, установлен на трёхступенчатом основании. В нижней части постамента находилось изображение венка, в верхней — горельефное изображение знамени и текст: «Здесь выступал перед рабочими-нефтяниками М. И. Калинин 16 мая 1923 года». Памятник был открыт 5 ноября 1955 года. В советское время памятник был постоянным местом проведения торжественных мероприятий районного масштаба.
В 1991 году памятник был демонтирован.